# Соркактані
Соркактані (Sorkhokhtani, Sorkhagtani Beki або монг. Сорхагтани бэхи, 1198–1252) — дружина монгольського хана Толуя.
Походила з народу кераїтів, була донькою Якга Ґамбу-хана та племінницею Тургіл-хана.
Як дружина четвертого сина Чингісхана, Толуя, була матір'ю його чотирьох синів — Мунке, Хубілая, Хулагу та Ариг-буги.
Соркактані, християнка несторіанскої віри. Виховала своїх детей в дусі поваги до християнської релігії. За законами Яси вони не могли бути охрещені, однак це не заважало Ариг-Бугові відкрито сповідувати християнство, що було не складно при надзвичайній толерантності монголів до християнської релігії.
Вона відіграла дуже велику роль на виборах Мунке курултаєм Великим Монгольським ханом у 1251 році.
Похована в християнські церкві у Ганьсу

## Виноски
1. ↑  Бехі — титул монгольської аристократії.